# Parafia św. Michała Archanioła i bł. Michała Kozala BM w Woropajewie
Parafia św. Michała Archanioła i bł. Michała Kozala Biskupa Męczennika w Woropajewie (biał. Парафія св. Арханёла Міхала і благаслаўлёнага біскупа Міхала Козаля y Варапаеве) – parafia rzymskokatolicka w Woropajewie. Należy do dekanatu postawskiego diecezji witebskiej. Powstała w 1933 roku

## Historia
W 1744 roku miejscowość należała do parafii w Duniłowiczach. W 1932 roku przywieziono z Duniłowicz drewnianą świątynię św. Michała Arachanioła, wzniesioną w 1890 roku w zamian zabranego kościoła parafialnego. W 1933 roku wydzielono parafię w Woropajewie. Pierwszym proboszczem był ks. Antoni Skorko. W 1934 roku kościół został poświęcony przez arcybiskupa Romualda Jałbrzykowskiego. Działał tu Związek Młodzieży Katolickiej. 
Proboszcz ks. Antoni Skorko, doktor filozofii i teologii, został rozstrzelany przez Niemców 4 lipca 1942 roku razem z czterema innymi księżmi w lesie Borek w Berezweczu.
W 1948 roku władze sowieckie aresztowały proboszcza ks. Wiktora Zawadzkiego, a kościół przekształciły w magazyn zboża. Później kościół spłonął. 
Parafia odrodziła się po 1989 roku. 27 lipca 1991 roku kamień węgielny nowej świątyni poświęcił arcybiskup Kazimierz Świątek. Nowy kościół ukończono w 1997 roku. 
28 lipca 2012 roku obchodzono uroczystość 15-lecia poświęcenia kościoła parafialnego. Na uroczystość przybył biskup Władysław Blin, kapłani, którzy wcześniej pracowali w Woropajewie oraz duchowieństwo z sąsiednich parafii.  

## Wydzielone parafie
Z parafii wydzielono parafię Wszystkich Świętych i Świętych Apostołów Piotra i Pawła w Kozłowszczyźnie. Od 2016 r. kaplica w Kozłowszczyźnie jest filią parafii w Mosarzu. 

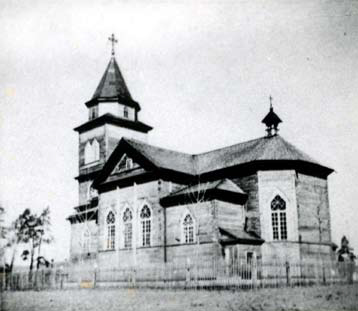
Kościół św. Michała Archanioła przeniesiony do Woropajewia z Duniłowicz

## Kaplice parafialne
Parafia posiada kaplice filialne w Hucie i Lachowszczyźnie.

## Proboszczowie parafii
| imię i nazwisko                               | daty urzędowania |
| --------------------------------------------- | ---------------- |
| ks. Antoni Skorko                             | 1932 – 1942      |
| ks. Norbert Budziłas (prefekt)                | 1933 – 1935      |
| ks. Władysław Paczkowski (prefekt)            | 1936 – 1938      |
| ks. Józef Woźny (prefekt)                     | 1939             |
| ks. Wiktor Zawadzki (prefekt)                 | 1942 – 1948      |
| ks. Józef Bulko (dojazdy z parafii w Udziale) | 1990             |
| ks. Kazimierz Okuszko                         | 1991 – 1996      |
| ks. Józef Bulko                               | 1996 – 2000      |
| ks. Paweł Kubik SCJ                           | 2000 – 2002      |
| ks. Jerzy Nocuń                               | 2002 – 2004      |
| ks. Wiktor Sinicki                            |                  |
| ks. Paweł Okuszko                             |                  |
| ks. Czesław Kucmierz SCJ                      |                  |
| ks. Jerzy Wilk SCJ (administrator)            | 2017 –           |